# 包宜鑫
包 宜鑫（ほう ぎきん、バオ・イーシン、英語: Bao Yixin、1992年9月29日 - ）は、中華人民共和国の女子バドミントン選手。世界ランク最高位は1位。2010年の世界ジュニア選手権で3冠を達成。

## 経歴
女子ダブルスでは主に湯金華とペアを組んで、世界ランク最高位は1位まで到達。混合ダブルスでは劉成とのペアで世界ランク2位まで到達。